# Hotel Piramida w Tychach
Hotel Piramida – czterogwiazdkowy hotel mieszczący się w Tychach-Paprocanach przy ulicy Sikorskiego 100 nad Jeziorem Paprocańskim.
Hotel powstał na wzgórzu, które według inwestora, bioenergoterapeuty Tadeusza Ceglińskiego, posiada szczególną, magiczną energię, która rzekomo wzmacnia leczniczą moc jego rąk. Obiekt zaprojektowali Krzysztof Barysz i Aleksander Nowacki w 2002 r., a otwarto go 30 kwietnia 2004 r. po 9 miesiącach budowy.  
Bryła budynku posiada analogiczne do piramidy Cheopsa proporcje, odwzorowane w skali 1:5. Elewacje składają się z naprzemiennych pionowych elementów – granitowych pylonów i pasów przeszkleń. Piramidion jest całkowicie przeszklony. Wnętrza, w tym malarstwo ścienne autorstwa Sławomira Żukowskiego, nawiązują do  sztuki starożytnego Egiptu. W budynku mieści się hotel, restauracja, centrum konferencyjne oraz  gabinety odnowy biologicznej. W części hotelowej znajdują się 63 pokoje mogące pomieścić 136 osób.  